# 新格鲁多克
新格魯多克（羅馬化：Navahrudak，羅馬化：Novogrudok），史稱新格魯德克（波蘭語：Nowogródek），是白俄罗斯格羅德諾州新格魯多克區内的城市及该区的行政中心。該市人口约31000人，立陶宛大公国的第一个首都。